# Stadtmühle (Ornbau)
Stadtmühle ist ein Wohnplatz der Stadt Ornbau im Landkreis Ansbach (Mittelfranken, Bayern). Stadtmühle liegt in der Gemarkung Ornbau.

## Geographie
Die aus drei Wohn- sowie mehreren Nebengebäuden bestehende Einöde liegt 1 km südwestlich von Ornbau an der Wieseth, die 100 Meter weiter nördlich von rechts in die Altmühl mündet. Sie ist über einen Anliegerweg von der 100 m östlich verlaufenden Staatsstraße 2411 aus erreichbar, die nach Ornbau (1 km nördlich) bzw. Arberg (3,2 km südwestlich) führt. Die in die St 2411 mündende Kreisstraße AN 55 verläuft nach Mörsach (3 km südöstlich).

## Geschichte
Die Stadtmühle lag im Fraischbezirk des eichstättischen Kastenamtes Arberg-Ornbau. Bei der Vergabe der Hausnummern erhielt der Ort die Nr. 152 des Ortes Ornbau. Damals gehörten zu dem Anwesen rund 10 ha Ackerflächen, verteilt auf ein Dutzend Parzellen östlich und südlich des Anwesens, außerdem rund 3 ha Weideland.
Mit dem Gemeindeedikt (Anfang des 19. Jahrhunderts) wurde Stadtmühle dem Steuerdistrikt und der Ruralgemeinde Ornbau zugeordnet. Die Mühle wurde in Adress- oder Ortsverzeichnissen meistens nicht explizit erwähnt. 1814 wurde sie als „Stadlmühle“ erstmals separat aufgelistet.

### Baudenkmäler
- Ehemaliges Stallgebäude mit Inschriftstein und Einfriedung[5]
- Wegkapelle[5]

### Einwohnerentwicklung
| Jahr      | 001836 | 001840 | 001861 | 001871 |
| Einwohner | 6      | 11     | *      | 13     |
| Häuser    | 1      | 1      |        |        |
| Quelle    | [ 7 ]  | [ 8 ]  | [ 9 ]  | [ 10 ] |

## Religion
Der Ort ist römisch-katholisch geprägt und bis heute nach St. Jakobus (Ornbau) gepfarrt. Die Einwohner evangelisch-lutherischer Konfession sind nach St. Georg (Weidenbach) gepfarrt.

## Weblink
- Stadtmühle in der Ortsdatenbank des bavarikon, abgerufen am 19. August 2021.